# Perilartyna
Perilartyna – organiczny związek chemiczny z grupy oksymów. Jest pochodną enancjomeru (S)-(−) monocyklicznego monoterpenoidowego aldehydu. Jest to jedna z najsłodszych substancji naturalnych. W postaci tzw. cukru perila znalazła zastosowanie jako słodzik, którego słodkość ocenia się na około 2000 razy większą od słodkości cukrozy.
Występuje w olejku perila otrzymywanym z roślin Perilla arguta, P. frutescens, Sulpicia orsuami, Siler trilobum, Sium latifolium i Citrus reticulata.